# Montmajor (ort)
Montmajor är en ort i Spanien.   Den ligger i provinsen Província de Barcelona och regionen Katalonien, i den östra delen av landet, 500 km öster om huvudstaden Madrid. Montmajor ligger 752 meter över havet och antalet invånare är 459.
Terrängen runt Montmajor är kuperad, och sluttar söderut. Runt Montmajor är det mycket glesbefolkat, med 4 invånare per kvadratkilometer. Närmaste större samhälle är Berga, 13,3 km nordost om Montmajor. Trakten runt Montmajor består till största delen av jordbruksmark.